# Produit intérieur net
Le produit intérieur net (PIN) est un agrégat économique mesurant la richesse produite dans un territoire donné, déduction faite des amortissements et des dépréciations des actifs de ce territoire.
En France, selon les définitions posées par la comptabilité nationale, le produit intérieur net est obtenu en déduisant la consommation du capital fixe du montant du produit intérieur brut. C'est également le cas au Canada.
En pratique, le produit intérieur brut (PIB) est le plus souvent énoncé et permet les comparaisons entre territoires. En revanche, ce dernier ne mesure pas exactement la production (par la somme de toutes les valeurs ajoutées) dans la mesure où l'usure du capital fixe (c'est-à-dire les bâtiments ou les équipements de production en particulier) engendre des amortissements et des dépréciations, qui n’y sont pas pris en compte. Aussi ces amortissements et dépréciations constatés doivent être déduits du PIB afin d'obtenir le produit intérieur net aux prix de marché. Un tel agrégat est alors notamment pertinent pour comparer des territoires présentant des niveaux de développement inégaux.